# Open-jaw

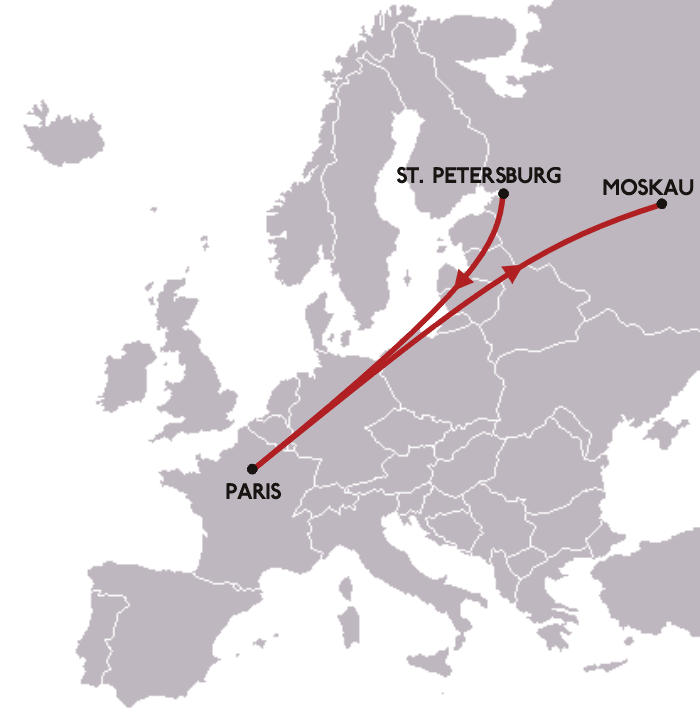
Itinéraire open jaw par la Russie

Un billet « Open Jaw (OJ) » est un billet d'avion permettant au passager, soit de repartir d'un d'aéroport différent de celui du trajet aller, soit d'atterrir à un aéroport autre que celui du départ. Il existe deux types d'Open Jaw : les simples (Single Open Jaw, aéroport de retour différent seulement) et les doubles (Double Open Jaw, aéroports de retour et de départ tous deux différents).